# Guerpont
Guerpont je francouzská obec v departementu Meuse v regionu Grand Est. V roce 2013 zde žilo 254 obyvatel.

## Poloha
Sousední obce jsou: Culey, Nant-le-Grand, Silmont, Tannois a Tronville-en-Barrois.

## Vývoj počtu obyvatel
Počet obyvatel